# Арес (Бразилія)
06°11′42″ пд. ш. 35°09′52″ зх. д. / 6.19500° пд. ш. 35.16444° зх. д.
Арес (порт. Arês)  —  муніципалітет в Бразилії, входить в штат Ріу-Гранді-ду-Норті, Північно-східний регіон Бразилії. Населення становить 12 611 осіб на 2008 рік. Площа 112,584 км². Густота населения — 112,01 чол./км².